# Chaoborus indicus
Chaoborus indicus är en tvåvingeart som först beskrevs av Giles 1904.  Chaoborus indicus ingår i släktet Chaoborus och familjen tofsmyggor. Inga underarter finns listade i Catalogue of Life.